# Championnat d'Union soviétique de football 1978
Navigation
Saison 1977 Saison 1979
La saison 1978 de Vyschaïa Liga est la 41e édition du Championnat d'URSS de football.
Lors de cette saison, le Dynamo Kiev va tenter de conserver son titre de champion d'URSS face aux 15 meilleurs clubs soviétiques lors d'une série de matchs aller-retour se déroulant sur toute l'année. 
Trois places sont qualificatives pour les compétitions européennes, la quatrième place étant celle du vainqueur de la Coupe d'URSS 1978-1979.

## Qualifications en Coupe d'Europe
À l'issue de la saison, le champion participera à la Coupe des clubs champions 1979-1980.
Le vainqueur de la Coupe d'URSS 1979 participera à la Coupe des coupes 1979-1980, si ce club est le champion, alors le finaliste de la coupe le remplacera.
Les deux places pour la Coupe UEFA 1979-1980 sont attribuées aux deuxième et troisième du championnat si ceux-ci ne sont pas les vainqueurs de la coupe, si c'est effectivement le cas la place reviendra au quatrième.

## Clubs participants

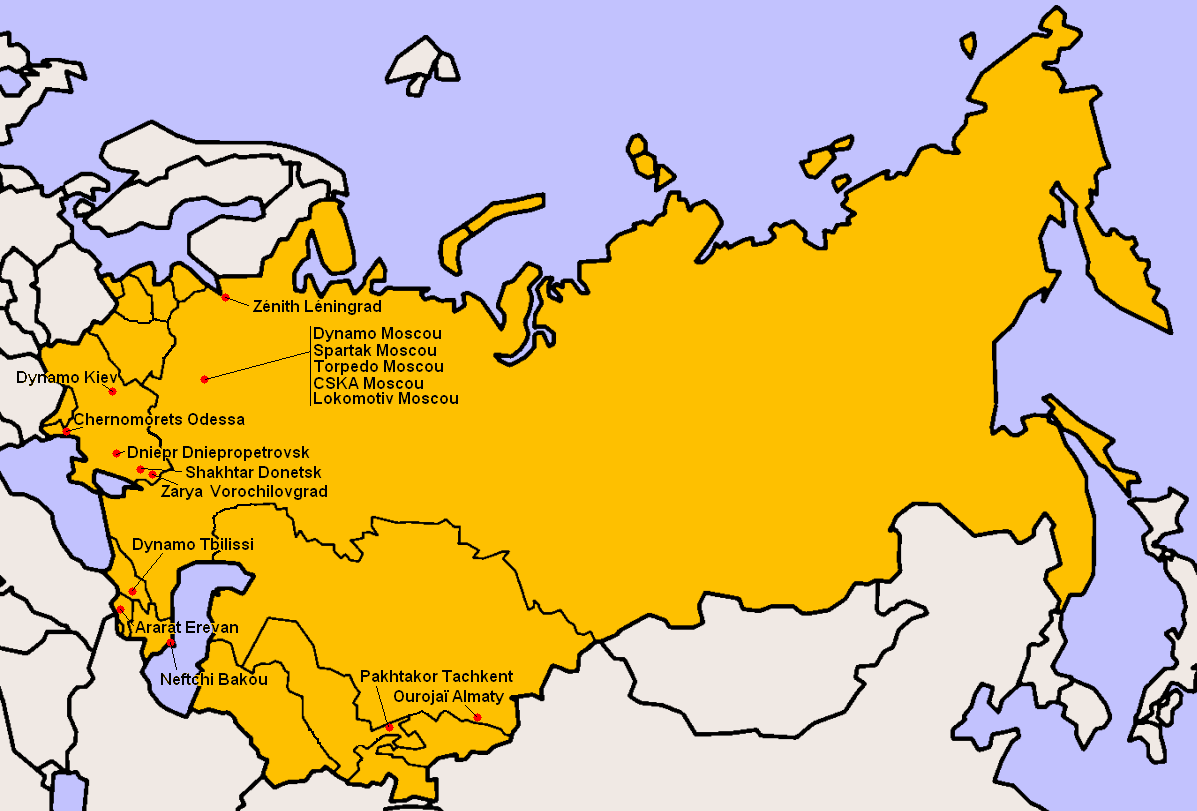
Localisation des clubs engagés dans le championnat.

- Premier tour de la Coupe des clubs champions 1978-1979
- Premier tour de la Coupe des coupes 1978-1979
- Premier tour de la Coupe UEFA 1978-1979
- Promu de deuxième division

| Club                   | Présent depuis | Classement 1977 | Entraîneur               | Stade                 | Capacité |
| ---------------------- | -------------- | --------------- | ------------------------ | --------------------- | -------- |
| Dynamo Kiev            | 1936           | 1er             | Valeri Lobanovski        | Stade central         | 83 450   |
| Dinamo Tbilissi        | 1936           | 2e              | Nodar Akhalkatsi         | Stade Lénine-Dinamo   | 55 000   |
| Torpedo Moscou         | 1938           | 3e              | Valentin Ivanov          | Stade Torpedo         | 16 000   |
| Dinamo Moscou          | 1936           | 4e              | Aleksandr Sevidov        | Stade Dinamo          | 36 540   |
| Chakhtior Donetsk      | 1973           | 5e              | Vladimir Salkov (en)     | Stade Chakhtior       | 31 800   |
| Lokomotiv Moscou       | 1975           | 6e              | Viktor Marienko          | Stade Lokomotiv       | 28 800   |
| Tchernomorets Odessa   | 1974           | 7e              | Anatoli Zoubritski (ru)  | Stade central         | 30 800   |
| Kaïrat Almaty          | 1977           | 8e              | Stanislav Kaminski (ru)  | Stade central         | 26 300   |
| Zaria Vorochilovgrad   | 1967           | 9e              | Iouri Zakharov (ru)      | Stade Avangard        | 31 243   |
| Zénith Léningrad       | 1938           | 10e             | Iouri Morozov            | Stade Kirov           | 72 000   |
| Ararat Erevan          | 1966           | 11e             | Leonid Zakharov          | Stade Hrazdan         | 69 000   |
| Dniepr Dniepropetrovsk | 1972           | 12e             | József Szabó             | Stade Meteor          | 26 400   |
| Neftchi Bakou          | 1977           | 13e             | Guennadi Bondarenko (en) | Stade Vladimir Lénine | 30 000   |
| CSKA Moscou            | 1954           | 14e             | Vsevolod Bobrov          | Stade central Lénine  | 84 745   |
| Spartak Moscou         | 1978           | 1er (D2)        | Konstantin Beskov        | Stade central Lénine  | 84 745   |
| Pakhtakor Tachkent     | 1978           | 2e (D2)         | Aleksandr Kochetkov (en) | Stade Pakhtakor       | 60 000   |

### Changements d'entraîneurs
| Club                   | Entraîneur partant | Date de départ | Entraîneur arrivant | Date d'arrivée |
| ---------------------- | ------------------ | -------------- | ------------------- | -------------- |
| Dniepr Dniepropetrovsk | Vadim Ivanov (en)  | juin 1978      | József Szabó        | juin 1978      |
| Ararat Erevan          | Nikolaï Gouliaïev  | août 1978      | Leonid Zakharov     | août 1978      |
| Lokomotiv Moscou       | Igor Voltchok      | août 1978      | Viktor Marienko     | août 1978      |

## Compétition

### Classement
En raison de la trop grande quantité de matchs nuls suspectés comme arrangés, la fédération instaure la Loi des 8 nuls qui implique qu'un club ne pourra pas marquer plus de huit points grâce à des matchs nuls. Ainsi le Torpedo Moscou se voit retirer trois points pour les 11 nuls effectués dans la saison. Le Dynamo Moscou et le Tchernomorets Odessa se voient retirer deux points pour avoir effectué 10 nuls dans la saison. Enfin, le Dynamo Kiev et le Lokomotiv Moscou se voient retirer un point pour les 9 nuls effectués dans la saison.